# Фальк, Антон Рейнгард
Антон Рейнгард Фальк (нидерл. Anton Reinhard Falck; 19 марта 1777, Утрехт, Нидерланды, — 16 марта 1843, Брюссель, Бельгия) — нидерландский политический деятель.

## Биография
Закончил Лейденский университет, после чего поступил на дипломатическую службу и был отправлен в Мадрид.
Принял участие в борьбе за освобождение Нидерландов, подготовляя восстание в Амстердаме в 1813 году. После вступления на престол короля Виллема I Фальк был некоторое время министром просвещения, но скоро вышел в отставку вследствие столкновений с королём. Главное его внимание во время управления министерством было направлено на организацию университетов в Бельгии.
Во время восстания бельгийцев стоял за отделение Бельгии от Нидерландов. Когда Нидерланды признали самостоятельность Бельгии в 1839 году, Фальк был отправлен туда первым посланником Нидерландского королевства.
Фальк был членом масонского ордена Голландии и помощником великого мастера Великой ложи Нидерландов.